# Ковакса
Ковакса — река в России, протекает в Ардатовском и Арзамасском районах Нижегородской области. Устье реки находится в 133 км по левому берегу реки Серёжа. Длина реки составляет 33 км, площадь бассейна — 215 км².
Река берёт начало в лесу Борушка в 12 км к северо-востоку от посёлка Мухтолово. Течёт на северо-восток, вскоре после истока перетекает из Ардатовского в Арзамасский район. Протекает сёла Ковакса, Никольское и Селёма. Притоки — Селемка, Чалары (правые). Впадает в Серёжу у посёлка Пошатово.

## Данные водного реестра
По данным государственного водного реестра России относится к Окскому бассейновому округу, водохозяйственный участок реки — Тёша от истока и до устья, речной подбассейн реки — Бассейны притоков Оки от Мокши до впадения в Волгу. Речной бассейн реки — Ока.
По данным геоинформационной системы водохозяйственного районирования территории РФ, подготовленной Федеральным агентством водных ресурсов:
- Код водного объекта в государственном водном реестре — 09010300212110000030755
- Код по гидрологической изученности (ГИ) — 110003075
- Код бассейна — 09.01.03.002
- Номер тома по ГИ — 10
- Выпуск по ГИ — 0